# Emese Takács
Emese Takács (28 de abril de 1978) es una deportista húngara que compitió en esgrima, especialista en la modalidad de espada. Ganó una medalla de bronce en el Campeonato Europeo de Esgrima de 1999, en la prueba por equipos.

## Palmarés internacional
| Campeonato Europeo | Campeonato Europeo | Campeonato Europeo | Campeonato Europeo |
| Año                | Lugar              | Medalla            | Prueba             |
| ------------------ | ------------------ | ------------------ | ------------------ |
| 1999               | Bolzano (Italia)   | Medalla de bronce  | Espada por equipos |